# Saint-Léger-sur-Sarthe
Saint-Léger-sur-Sarthe là một xã ở tỉnh Orne Hauts-de-France tây bắc nước Pháp. Xã Saint-Léger-sur-Sarthe nằm ở khu vực có độ cao trung bình 155 mét trên mực nước biển.